# 基质金属蛋白酶
基质金属蛋白酶（英語：Matrix metalloproteinase）是钙依賴性的含鋅内肽酶，屬於金属蛋白酶。其他類似的内肽酶有adamalysin、serralysin及astacin。基质金属蛋白酶屬於蛋白酶中一個較大的家族，稱為metzincin超家族。
這些酶類可以分解各種细胞外基质的蛋白質，不過也可以處理一些生物活性分子。目前已知這些酶類參與細胞表面一些受体的分解、釋放细胞凋亡配体（例如FAS配體）以及趋化因子/细胞因子的去活化。一般認為基质金属蛋白酶在許多細胞行為中扮演重要的角色，例如细胞增殖、细胞迁移、（细胞粘附/分散）、细胞分化、血管新生、细胞凋亡及免疫系统。
基质金属蛋白酶最早是在脊椎动物身上發現（1962），其中人類身上也有，不過在无脊椎动物及植物身上也曾發現有此酶類。它們和其他 内肽酶的差異是它們依賴金屬離子為辅因子、可以分解细胞外基质的能力。以及它们特定的进化DNA序列。